# طب حكمة بشرية
طب الحكمة البشرية (بالإنجليزية: Anthroposophic medicine)‏، أو الطب الأنثروبوسوفي، أو طب الطبائع البشرية، هو نوع من الطب البديل ظهر في العشرينيات من القرن الماضي بواسطة رودولف شتاينر (1861-1925) بالاشتراك مع إيتا فيجمان (1876-1943)، وهو مبني على مفاهيم غامضة تستند إلى فلسفة شتاينر الروحية والتي أطلق عليها الأنثروصوفيا. يستخدم الممارسون لهذا الطب مجموعة متنوعة من تقنيات العلاج بناءً على التعاليم الأنثروبوسبية، بما في ذلك التدليك والتمارين الرياضية والمشورة والمواد.
العديد من المستحضرات الدوائية المستخدمة في الطب الأنثروبوسوفي هي مواد مخففة للغاية، مماثلة لتلك المستخدمة في المعالجة المثلية. العلاجات المثلية ليست فعالة طبيا وتعتبر عموما غير ضارة، إلا عند استخدامها كبديل لعلاج فعال علميا. في بعض البلدان الأوروبية، يوصف الأشخاص المصابون بالسرطان في بعلاجات مصنوعة من الهدال الذي تم حصاده بشكل خاص، لكن الأبحاث العلمية لم تجد أدلة مقنعة على أي فائدة سريرية. يعارض بعض الأطباء الأنثروبوفوسيين تحصين الأطفال، مما أدى إلى تفشي الأمراض التي يمكن الوقاية منها.

يعاكس الطب الأنثروبوسوفي المبادئ البيولوجية الأساسية في عدة جوانب. على سبيل المثال، قال شتاينر أن القلب لا يضخ الدم ولكن الدم يدفع نفسه على طول. كما يعتقد أن هناك تأثير من الحياة السابقة على الأمراض  وأن مسار المرض يخضع لقوانين الكارمة. وصف أستاذ الطب التكميلي إدزارد إرنست وغيره من الأطباء والعلماء بما في ذلك سيمون سينغ وديفيد جورسكي، الطب الأنثروبوفوسي بأنه شعوذة وعلم مزيف  بلا أساس في المنطق ولا يقبله العقل.
 في التسعينيات من القرن الماضي، أنشأت جامعة فيتن/هيرديك بألمانيا كرسيًا في الطب الأنثروبوسوفي. ووصفت الصحافة التعيين بأنه «حكم بالإعدام» وأن التصور القائل بأن العلوم الزائفة يجري تدريسها أضر بسمعة الجامعة، مما جعلها على وشك الانهيار المالي. تم حفظه في نهاية المطاف عن طريق ضخ نقدي من شركة سوفتوير أيجي، وهي شركة تكنولوجيا لها تاريخ في تمويل المشاريع الأنثروبوسوفية.
في عام 2006، وصلت ممارسة الطب الأنثروبوسوفي إلى 80 دولة.
كتب إتزارد إرنست أن شتاينر استخدم الخيال والبصيرة كأساس لأفكاره، واستخلص المعرفة الغامضة من سجلات أكاشيك الخفية، وهو عمل يُفترض أن يكون موجودًا على متن مسطح فلكي، وقال شتاينر إن هذا كان متاحًا له عبر قوته البديهية. على هذا الأساس، اقترح شتاينر «الارتباطات بين الأبعاد الأربعة المفترضة للجسم البشري (الجسم المادي، والجسم الأثيري، والجسم النجمي، والأنا)، مع النباتات، والمعادن، والكون». اقترح شتاينر أيضًا وجود اتصال بين الكواكب والمعادن والأعضاء، على سبيل المثال، كوكب عطارد وعنصر الزئبق والرئة جميعها مرتبطة بطريقة أو بأخرى. هذه المقترحات تشكل أساس الطب الأنثروبوسوفي. 
قال إرنست أن الطب الأنثروبوسوفي «يتضمن بعض النظريات الأقل قبولا التي يمكن للمرء أن يتخيلها»،  وصنفها على أنها «شعوذة محض»،  وقال إن «لا أساس له في العلم».  وفقًا لـ كوايكواتش، يعتبر ممارسو الطب الأنثروبوسوفي المرض هي «طقوس العبور» اللازمة لتطهير الشوائب الروحية المنقولة من حياة ماضية، وفقًا لمبادئ «القدر الكارمي».

## الأساليب
يتم تحضير الأدوية في الصيدلية الأنثروبوسوفية وفقًا للمفاهيم القديمة للكيمياء والمعالجة المثلية التي لا تتعلق بالعلوم الكامنة في علم الصيدلة الحديثة  أثناء عملية التحضير، يتم تفسير الأنماط التي شكلتها التبلور لمعرفة «القوة الأثيرية» التي تشبهها إلى حد كبير. يتم تخفيف معظم المواد الأنثروبوسوفية تمام، مثل العلاجات المثلية. هذا يعني أنه على الرغم من كونها غير ضارة في حد ذاته، إلا أن استخدامها بدلاً من الطب التقليدي لعلاج مرض خطير ينطوي على خطر حدوث عواقب وخيمة شديدة. 
بالإضافة إلى العلاجات الدوائية، يشمل الطب الأنثروبوسوفي أيضًا: 
- التمريض الأنثروبوسوفي
- تقديم المشورة
- التناغم   – يدعى أن له تأثير على «وظائف الحياة الداخلية» التي تؤدي إلى «إعادة دمج الجسد والروح والنفس»[26] [28]
- التطبيقات الخارجية
- التدليك الإيقاعي

### علاج نبة الهدال للسرطان
افترض رودولف شتاينر أن نبة الهدال يمكن أن تعالج السرطان، على أساس أن النبات هو نوع طفيلي يقتل مضيفه، وهي العملية التي ادعى أنها موازاية لتطور السرطان. يعتقد شتاينر أن الإمكانات الطبية للنبتة تتأثر بموقع الشمس والقمر والكواكب عند الحصاد، وبالتالي كان من المهم حصاد النبات في الوقت المناسب. عادة تخفف تحضيرات الهدال بينما تخمر بعضها.  الأسماء التجارية الأكثر استخدامًا لعقاقير الهدال هي إسكادور وهيلكسور.
على الرغم من أن التجارب المخبرية تشير إلى أن مستخلص الهدال قد يؤثر على الجهاز المناعي ويكون قادرًا على قتل بعض أنواع الخلايا السرطانية، إلا أن هناك القليل من الأدلة على فائدته للأشخاص المصابين بالسرطان. يتم نشر معظم الأبحاث السريرية التي تدعي أن علاج الهدال فعال في ألمانيا، وهو يعتبر بشكل عام غير موثوق به بسبب حدوث ثغرات كبيرة في الجودة. كتب إدزارد إرنست أن الأبحاث التي أجراها أطباء الأنثروبوسوفية توصلت في كثير من الأحيان إلى نتائج إيجابية بشأن علاج الهدال لأنها استندت إلى مواد غير موثوقة؛ ويؤكد الباحثين المستقلين على عدم العثور على أي دليل على فائدته. تقول جمعية السرطان الأمريكية إن «الأدلة المتوفرة من التجارب السريرية المصممة جيدًا لا تدعم الادعاءات بأن الهدال يمكن أن يحسن من طول الحياة أو من نوعيتها». 
تستخدم أدوية السرطان التي تعتمد على الهدال على نطاق واسع في أوروبا، خاصة في البلدان الناطقة بالألمانية. في عام 2002، تم دفع ما يقرب من نصف مليون وصفة طبية بواسطة التأمين الصحي الألماني، وفي عام 2006، كان هناك حوالي 30 نوعًا من مستخلص الهدال في السوق.   تم استخدام مستخلصات الهدال كعلاج غير تقليدي لمرضى السرطان في هولندا، وفي ألمانيا تمت الموافقة على العلاج كعلاج ملطف لعلاج أعراض مرضى الأورام الخبيثة.  في السويد، بشكل مثير للجدل، تمت الموافقة على علاج الهدال للاستخدام في علاج أعراض السرطان.

## روابط خارجية
- القسم الطبي في أرشيف رودولف شتاينر، مكتبة على الإنترنت
- مكتبة الأنثروبوفوسك الطبية، مصدر عبر الإنترنت